# سید حسین جلال‌الدین بخارایی
میر سید حسین جلال الدین بخارایی عالم، عارف و فقیه قرن هشتم هجری قمری می‌باشد. وی فرزند سید هاشم می‌باشد. او پدر میر سید علی ولی از عالمان و عارفان قرن نهم هجری و داماد معین الدین شاهرخ تیموری است.

## زندگینامه
پدر او در عصر خود عالم و عارفی دارای کرامات بوده‌است. سید حسین مدت زیادی در هندوستان ساکن بود و وی بعد از چند سال سکونت در هندوستان به هرات نقل مکان کرد. به احتمال زیاد در این سفرها فرزندش میر سید علی ولی بلخابی نیز همراهش بود.
علت مشهور شدن سید حسین به بخارایی آن است که وی بخشی از زندگی خود را - در عصر سلطنت امیر تیمور گورکانی - در بخارا گذراند. اولاد و اعقاب او در هرات، میمنه، بلخ، فاریاب، بلخاب، سانچارک و ... زندگی می‌کنند. سید سبحان قلب خان (سید سبحان قلی خان) که زمانی حاکم بلخ بود و مدتی نیز حاکم سانچارک، از اولاد سید حسین جلال الدین بخارایی است. نسب میر ورق خان، حاکم دیگر بلخ نیز به او می رسد.